# Alberti (Familienname)
Alberti bzw. D’Alberti ist ein Familienname.

## Namensträger

### A
- Adolf Alberti (1846–1914), deutscher Lehrer und Imker
- Adriano Alberti (1870–1955), italienischer Generalleutnant und Politiker der Nationalen Faschistischen Partei PNF
- Alberto Alberti (Kardinal) († 1445), italienischer Geistlicher, Erzbischof von Camerino
- Alberto Alberti (Produzent) (1931/1932–2006), italienischer Musikproduzent
- Aldouin Alberti († 1363), französischer Geistlicher, Kardinalbischof von Ostia
- Alexander Alberti (1855–1929), deutscher Jurist und Politiker
- Angela Alberti (* 1949), italienische Gymnastin
- Anton Gottfried Alberti (1727–1787), evangelisch-lutherischer deutscher Prediger
- Anton Josef Storch-Alberti (1892–1978), österreichischer Maler
- Antonina M. Alberti (* 1951), italienische Philosophiehistorikerin
- Antonio Alberti (Maler), italienischer Maler
- Antonio Alberti (Architekt), italienischer Architekt und Ingenieur
- Antonio Alberti (1600–1649), italienischer Maler, siehe Antonio Barbalonga
- Armand von Alberti (1866–1919), deutscher Oberst
- Arnaldo Alberti (Schriftsteller, 1866) (1866–1896), italienischer Schriftsteller
- Arnaldo Alberti (Schriftsteller, 1936) (* 1936), Schweizer Schriftsteller und Major der Schweizer Armee
- August Alberti (1672–1738), deutscher lutherischer Geistlicher

### B
- Bruno Alberti (* 1934), italienischer Skirennläufer
- Burchard Alberti (1898–1988), deutscher Zoologe

### C
- Carl Alberti (1763–1828), deutscher Beamter
- Cherubino Alberti (1552–1615), italienischer Maler und Kupferstecher
- Conrad Alberti (1845–1921), deutscher Generalmajor

### D
- David Friedrich Alberti (1731–nach 1805), deutscher Departementsrat in Preußen
- Domenico Alberti (um 1710–1746), italienischer Sänger und Komponist

### E
- Eduard Alberti (1827–1898), deutscher Philosoph und Literaturhistoriker
- Eduard Alberti (Politiker) (1798–1883), preußischer Richter und Politiker
- Eduard von Alberti (1838–1914), deutscher General
- Egon Alberti (1886–1945), deutscher Elektroingenieur und Physiker

### F
- Francesco Alberti (Geistlicher) (1882–1939), Schweizer römisch-katholischer Geistlicher, Journalist und Politiker
- Francesco Alberti (Eishockeyspieler) (* 1982), italienischer Eishockeyspieler
- Francesco Alberti di Poja (1610–1689), italienischer Geistlicher, Bischof von Trient
- Francesco Alberti di Villanova (1737–1801), italienischer Literat, Übersetzer und Lexikograf
- Francesco Felice Alberti d’Enno (1701–1762), Fürstbischof von Trient
- Franz Alberti (vor 1762–nach 1776), deutscher Lehrer und Autor
- Friedrich von Alberti (1795–1878), deutscher Geologe
- Fritz Alberti (1877–1954), deutscher Schauspieler

### G
- Gasparo Alberti (1485–1560), italienischer Musiker
- Georg Wilhelm Alberti (1723–1758), deutscher evangelischer Theologe und Schriftsteller
- Gerd Alberti (1943–2016), deutscher Zoologe
- Gerhard K. B. Alberti (1931–2019), deutscher Paläontologe
- Gerlando Alberti (1927–2012), italienischer Mafioso
- Giacomo Alberti (Kardinal) (* Ende 13. Jahrhundert; † nach 1335), Kardinal der katholischen Kirche
- Giacomo Alberti (Architekt) (1896–1973), Schweizer Architekt
- Gigio Alberti (* 1956), italienischer Schauspieler
- Gioachimo Alberti (1595–1673), lombardischer Adeliger
- Giovanni Alberti (Bischof) († 1596), italienischer Geistlicher, Bischof von Cortona
- Giovanni Alberti (Maler) (1558–1601), italienischer Maler
- Giovanni Alberti (* 1916), uruguayischer Fußballspieler, siehe Juan Agostino Alberti
- Giovanni Alberti (Rennfahrer) (1917–2019), italienischer Automobilrennfahrer
- Giovanni Alberti (Mathematiker) (* 1965), italienischer Mathematiker
- Giuseppe Alberti (Maler) (1640–1716), italienischer Maler und Architekt
- Giuseppe Alberti (Politiker) (1902–1974), italienischer Politiker
- Giuseppe Alberti (Bischof) (* 1965), italienischer Geistlicher, Bischof von Oppido Mamertina-Palmi
- Giuseppe Antonio Alberti (1712–1768), italienischer Landvermesser
- Giuseppe Matteo Alberti (1685–1751), italienischer Violinist und Komponist
- Giuseppe Vittorio Alberti d’Enno (1689–1695), Bischof von Trient
- Gottlob Traugott Alberti (1824–1914), böhmischer Pfarrer und Kirchenfunktionär
- Guido Alberti (1909–1996), italienischer Industrieller und Schauspieler

### H
- Heinrich Alberti (1604–1651), deutscher Komponist und Liederdichter, siehe Heinrich Albert (Komponist)
- Heinrich Christian Alberti (1722–1782), deutscher Mediziner, Botaniker und Hochschullehrer
- Hermenegildo Alberti (* 1925), argentinischer Leichtathlet

### I
- Ignaz Alberti (1760–1794), österreichischer Zeichner, Kupferstecher und Buchdrucker
- Irene von Alberti (* 1963), deutsche Filmregisseurin und Filmproduzentin sowie Drehbuchautorin

### J
- Jean-Pierre Alibert (auch Ivan Petrowitsch Alberti; 1820–1905), französischer Kaufmann, Pelzhändler und Mineraloge
- Johann Friedrich Alberti (1642–1710), deutscher Organist und Komponist
- Johann Georg Alberti (1644–1722), deutscher Organist und Orgelbauer
- Johannes Alberti (1698–1762), niederländischer Theologe
- José Alberti (* 1997), uruguayischer Fußballspieler
- Juan Agostino Alberti (1916–nach 1947), uruguayischer Fußballspieler
- Julius Alberti (Heinrich Julius Alberti; 1832–1902), deutscher Jurist, Verwaltungsbeamter und Politiker
- Julius Gustav Alberti (1723–1772), deutscher evangelischer Theologe

### K
- Karl Alberti (1856–1953), deutscher Lehrer und sudetendeutscher Heimatforscher
- Karl Edmund Robert Alberti (1801–1870), deutscher Geistlicher, Pädagoge, Komponist und Autor
- Kazimiera Alberti (1898–1962), polnische Schriftstellerin und Publizistin
- Konrad Alberti (1862–1918), deutscher Schriftsteller
- Konrad von Alberti (1894–1967), deutscher Generalmajor

### L
- Leandro Alberti (1479–1552), italienischer Ordensgeistlicher und Historiker
- Leon Battista Alberti (1404–1472), italienischer Humanist, Architekt und Kunsttheoretiker
- Leonora de Alberti (1870–1934), Historikerin, Journalistin und Suffragette spanisch-französischer Abstammung
- Leopold Alberti (1816–1892), deutscher Redakteur, Schriftsteller und Prediger
- Lina Alberti (1909–??), italienische Schauspielerin
- Ludwig Alberti (1805–1857), deutscher Richter und Politiker
- Luis Alberti (Luis Felipe Alberti Mieses; 1906–1976), dominikanischer Musiker

### M
- Maria Alberti (1767–1812), deutsche Malerin und Oberin
- Maria Boschetti-Alberti (1879–1951), Schweizer Pädagogin
- Maria Elisabetta Alberti Casellati (* 1946), italienische Anwältin und Politikerin der Forza Italia
- Mario Alberti (Comiczeichner) (* 1965), italienischer Comiczeichner
- Maryse Alberti (* 1954), französische Kamerafrau
- Matteo Alberti (1647–1735), italienischer Architekt
- Matthias Alberti (* 1963), deutscher Medienmanager
- Max Alberti (Politiker) (1860–nach 1919), deutscher Politiker
- Max Alberti (Schauspieler) (* 1982), deutscher Musiker, Model und Schauspieler
- Michael Alberti (1682–1757), deutscher Mediziner und Philosoph
- Murxen Alberti (* 1982), deutscher Musiker und Schauspieler, siehe Max Alberti (Schauspieler)

### N
- Niccolò Alberti (um 1250–1321), italienischer Geistlicher, Bischof von Spoleto

### O
- Otto von Alberti (1834–1904), deutscher Heraldiker, Historiker und Jurist
- Ottorino Pietro Alberti (1927–2012), italienischer Geistlicher, Erzbischof von Cagliari

### P
- Paul Martin Alberti d. Ä. (1640–1705), deutscher lutherischer Geistlicher
- Paul Martin Alberti d. J. (1666–1729), deutscher lutherischer Geistlicher und Kirchenlieddichter

### R
- Rafael Alberti (1902–1999), spanischer Dichter
- Raffaele Alberti (1907–1951), italienischer Motorradrennfahrer
- Romeu Alberti (1927–1988), brasilianischer Geistlicher, römisch-katholischer Erzbischof von Ribeirão Preto
- Rüdiger Alberti (1898–1953), deutscher Geistlicher und Autor

### S
- Salomon Alberti (1540–1600), deutscher Mediziner
- Sophie Alberti (1826–1892), deutsche Schriftstellerin

### V
- Valentin Alberti (1635–1697), deutscher Theologe
- Victor Alberti (1884–1942), ungarisch-deutscher Musikverleger
- Vincenzo D’Alberti (1763–1849), Schweizer Politiker

### W
- Werner Alberti (1861–1934), deutscher Sänger (Tenor)
- Wilhelm Friedrich Alberti (1853–1933), deutscher Generalmajor
- Wilhelm Theodor Carl Alberti (1746–1771), deutscher Philologe, Theologe und Pädagoge
- Willeke Alberti (* 1945), niederländische Sängerin und Schauspielerin
- Willi Mayer-Alberti (1868–1929), deutscher Unternehmer und Arbeitsrichter
- Willy Alberti (1926–1985), niederländischer Sänger